# Ratinho (compositor)
Alcino Correia Ferreira, conhecido como Ratinho, (Armamar, 5 de março de 1948 — Rio de Janeiro, 10 de outubro de 2010) foi um compositor português, radicado no Brasil.
Nasceu em Armamar, Distrito de Viseu, Portugal, e estabeleceu-se na cidade do Rio de Janeiro aos 4 anos de idade.
Compositor de "Coração em Desalinho" e "Vai Vadiar", sucessos na voz de Zeca Pagodinho, era sambista da Caprichosos de Pilares, onde venceu sete vezes a disputa de samba-enredo na escola.
Faleceu na tarde de 10 de outubro de 2010 depois de sofrer um AVC.